# Agrypon phlogeum
Agrypon phlogeum là một loài tò vò trong họ Ichneumonidae.